# Mardeuil
Mardeuil és un municipi francès, situat al departament del Marne i a la regió del Gran Est. L'any 2007 tenia 1.556 habitants.

## Demografia

### Població
El 2007 la població de fet de Mardeuil era de 1.556 persones. Hi havia 638 famílies, de les quals 116 eren unipersonals (20 homes vivint sols i 96 dones vivint soles), 287 parelles sense fills, 211 parelles amb fills i 24 famílies monoparentals amb fills.
La població ha evolucionat segons el següent gràfic:
Habitants censats

### Habitatges
El 2007 hi havia 674 habitatges, 644 eren l'habitatge principal de la família, 3 eren segones residències i 27 estaven desocupats. 656 eren cases i 18 eren apartaments. Dels 644 habitatges principals, 580 estaven ocupats pels seus propietaris, 49 estaven llogats i ocupats pels llogaters i 15 estaven cedits a títol gratuït; 1 tenia una cambra, 15 en tenien dues, 79 en tenien tres, 211 en tenien quatre i 338 en tenien cinc o més. 533 habitatges disposaven pel capbaix d'una plaça de pàrquing. A 283 habitatges hi havia un automòbil i a 318 n'hi havia dos o més.

### Piràmide de població
La piràmide de població per edats i sexe el 2009 era:
| Homes | Edats   | Dones |
| ----- | ------- | ----- |
| 0     | 95 o +  | 0     |
| 4     | 90 a 94 | 12    |
| 12    | 85 a 89 | 8     |
| 4     | 80 a 84 | 16    |
| 20    | 75 a 79 | 24    |
| 28    | 70 a 74 | 16    |
| 48    | 65 a 69 | 28    |
| 52    | 60 a 64 | 68    |
| 56    | 55 a 59 | 56    |
| 80    | 50 a 54 | 72    |
| 48    | 45 a 49 | 80    |
| 100   | 40 a 44 | 72    |
| 52    | 35 a 39 | 56    |
| 32    | 30 a 34 | 20    |
| 16    | 25 a 29 | 36    |
| 56    | 20 a 24 | 36    |
| 64    | 15 a 19 | 48    |
| 48    | 10 a 14 | 40    |
| 20    | 5 a 9   | 44    |
| 28    | 0 a 4   | 16    |

## Economia
El 2007 la població en edat de treballar era de 997 persones, 723 eren actives i 274 eren inactives. De les 723 persones actives 689 estaven ocupades (354 homes i 335 dones) i 34 estaven aturades (15 homes i 19 dones). De les 274 persones inactives 132 estaven jubilades, 73 estaven estudiant i 69 estaven classificades com a «altres inactius».

### Ingressos
El 2009 a Mardeuil hi havia 636 unitats fiscals que integraven 1.561,5 persones, la mediana anual d'ingressos fiscals per persona era de 22.502 €.

### Activitats econòmiques
Dels 92 establiments que hi havia el 2007, 2 eren d'empreses extractives, 2 d'empreses alimentàries, 3 d'empreses de fabricació de material elèctric, 1 d'una empresa de fabricació d'elements pel transport, 13 d'empreses de fabricació d'altres productes industrials, 18 d'empreses de construcció, 25 d'empreses de comerç i reparació d'automòbils, 3 d'empreses de transport, 1 d'una empresa d'informació i comunicació, 2 d'empreses financeres, 2 d'empreses immobiliàries, 6 d'empreses de serveis, 10 d'entitats de l'administració pública i 4 d'empreses classificades com a «altres activitats de serveis».
Dels 22 establiments de servei als particulars que hi havia el 2009, 6 eren tallers de reparació d'automòbils i de material agrícola, 3 paletes, 3 guixaires pintors, 2 fusteries, 3 lampisteries, 1 electricista, 2 empreses de construcció, 1 perruqueria i 1 saló de bellesa.
Dels 2 establiments comercials que hi havia el 2009, 1 era un supermercat i 1 una botiga de menys de 120 m².
L'any 2000 a Mardeuil hi havia 121 explotacions agrícoles que ocupaven un total de 624 hectàrees.

## Equipaments sanitaris i escolars
El 2009 hi havia 1 escola maternal i 1 escola elemental.

## Poblacions més properes
El següent diagrama mostra les poblacions més properes.